# 马雍
马雍（1931年—1985年11月8日），笔名孟池，湖南衡阳市人，历史学家。长期从事以西域史为主的中国古代史以及中亚历史的研究，曾参加整理马王堆帛书，缀合成《战国纵横家书》。马雍曾历任中国社会科学院历史研究所研究员，兼任中国中亚文化研究协会副理事长兼秘书长，中外关系史学会常务理事兼秘书长，国际中亚文化研究协会理事，联合国教科文组织《中亚文明史》编委，著有《西域史地文物丛考》，翻译或与他人合译有《斯巴达卡斯》、《伏尔泰评传》、《古代社会》、《罗马帝国社会经济史》等。

## 生平
马雍1931年出生于中华民国湖南省衡阳市。青少年时于国立师范学院附属中学读书。毕业后先后就读于国立中央大学、湖南大学、北京大学历史系。1950年从北京大学历史系毕业后，在北京大学世界史专业读研究生并兼做助教。1953年，中国科学院历史研究所成立后，马雍任助理研究员，从事翻译，先后参与翻译了《斯巴达卡斯》、《伏尔泰评传》等书籍。马雍还在国家文物局参加了由唐长孺主持的吐鲁番出土文书整理工作。中国社会科学院成立后，马雍先后任历史研究所副研究员、研究员，参与长沙马王堆帛书的整理工作，将失传已久的重要典籍《战国纵横家书》拼缀成书。马雍治学注重突破文献的藩篱，利用实物资料印证、补充和订正文献记载。他经常亲自鉴定文物、考察遗址。虽然马雍早年动过大手术，身体严重残废，但他足迹仍遍布新疆各地，曾参与调查和分析新疆出土的佉卢文文书，是中国对新疆出土的佉卢文资料进行全面调查、分析而作而出研究成绩的第一人。1979年，社科院历史研究所中外关系史研究室成立后，马雍先后任副主任、主任。同年，马雍发起中国中亚文化研究协会（今中国中亚文化研究会），任副理事长兼秘书长。与此同时，马雍开始参与联合国教科文组织组织的《中亚文明史》的编写工作。1981年起，马雍协助孙毓棠筹建中外关系史学会，并任秘书长。1982年，马雍开始着手创办学术刊物《中亚学刊》。1985年11月8日，马雍因癌症逝世，终年54岁。

## 家庭
马雍父亲马宗霍为中国文字训诂学家、史学家、文学批评家、书法家、书法评论家。

## 发表作品

### 译著（包括合作翻译）
- 密舒林（А.В.Мищулин）; 马雍（译注）. . 北京: 中华书局. 1955.
- 阿尔塔蒙诺夫（С.Артамонов）; 马雍（译）. . 北京: 作家出版社. 1958.
- 塔西佗; 马雍，傅正元（译）. . 北京: 生活·读书·新知三联书店. 1958.
- 路易斯·亨利·摩尔根; 杨东莼，马雍，马巨（译）. . 北京: 生活·读书·新知三联书店. 1957.
- 米哈伊尔·罗斯托夫采夫; 厉以宁，马雍（译）. . 北京: 商务印书馆. 1985.

### 专著
- 马雍. . 北京: 中华书局. 1982.

### 合著
- Ma Yong; Wang Binghua. .  (PDF). UNESCO Publishing. 1994: 202–215  [2022-02-03]. ISBN 978-92-3-102846-5. （原始内容存档 (PDF)于2022-02-03） （英语）.
- Ma Yong; Sun Yutang. .  (PDF). UNESCO Publishing. 1994: 219–235  [2022-02-03]. ISBN 978-92-3-102846-5. （原始内容存档 (PDF)于2022-02-09） （英语）.

### 论文集
- 马雍. . 北京: 文物出版社. 1990. ISBN 7-5010-0048-4.

### 部分其他论文
- 马雍. . 文学遗产. 1954, (07): 1.
- 马雍. . 历史研究. 1980, (06): 153–168.
- 马雍. . : 162–165. 1982.
- Ma Yong. . Journal of Central Asia. 1985, (VIII-1): 111–121 （英语）.

除此之外，马雍还参与编纂了《中国大百科全书》之《民族卷》、《外国史卷》、《中国历史卷》部分条目的释文。